# 자유선언 토요일
《자유선언 토요일》은 KBS 2TV에서 방송된 버라이어티 프로그램이며 2011년 6월 4일부터 2012년 3월 31일까지 방송했다.

## 소개
토요일의 즐거운 밤을 책임지는 새로운 버라이어티쇼 프로그램

## 방송 시간

### 본방송
| 방송 채널 | 방송 기간                                                     | 방송 시간                    | 방송 시간                         |
| --------- | ------------------------------------------------------------- | ---------------------------- | --------------------------------- |
| KBS 2TV   | 2011년 6월 4일 ~ 6월 11일                                     | 토요일 17:35 ~ 19:55 (140분) | 토요일 17:35 ~ 19:55 (140분)      |
| KBS 2TV   | 2011년 6월 18일 ~ 8월 27일                                    | 토요일 17:50 ~ 19:55 (125분) | 토요일 17:50 ~ 19:55 (125분)      |
| KBS 2TV   | 2011년 9월 3일                                                | 토요일 17:40 ~ 19:45 (125분) | 토요일 17:40 ~ 19:45 (125분)      |
| KBS 2TV   | 2011년 9월 10일                                               | 1부                          | 토요일 17:00 ~ 18:15 (75분)       |
| KBS 2TV   | 2011년 9월 10일                                               | 2부                          | 토요일 18:15 ~ 19:55 (100분)      |
| KBS 2TV   | 2011년 10월 8일                                               | 1부                          | 토요일 17:30 ~ 18:15 (45분)       |
| KBS 2TV   | 2011년 10월 8일                                               | 2부                          | 토요일 18:15 ~ 19:55 (100분)      |
| KBS 2TV   | 2011년 9월 17일 ~ 10월 1일 2011년 10월 15일 ~ 2012년 3월 31일 | 1부                          | 매주 토요일 17:15 ~ 18:15 (60분)  |
| KBS 2TV   | 2011년 9월 17일 ~ 10월 1일 2011년 10월 15일 ~ 2012년 3월 31일 | 2부                          | 매주 토요일 18:15 ~ 19:55 (100분) |

### 재방송
| 방송 채널 | 프로그램명             | 방송 기간                                                       | 방송 시간                        | 방송 시간 |
| --------- | ---------------------- | --------------------------------------------------------------- | -------------------------------- | --------- |
| KBS 2TV   | 자유선언 토요일 스페셜 | 2011년 6월 11일                                                 | 토요일 11:35 ~ 12:55 (80분)      |           |
| KBS 2TV   | 자유선언 토요일 스페셜 | 2011년 6월 18일 ~ 7월 2일, 7월 16일 8월 6일, 8월 13일, 8월 27일 | 매주 토요일 11:35 ~ 13:10 (95분) |           |
| KBS 2TV   | 자유선언 토요일 스페셜 | 2011년 8월 20일                                                 | 토요일 11:35 ~ 13:00 (85분)      |           |
| KBS 2TV   | 불후의 명곡2           | 2011년 9월 17일 ~ 10월 1일, 10월 15일 10월 29일 ~ 11월 5일      | 매주 토요일 11:35 ~ 12:35 (60분) |           |
| KBS 2TV   | 불후의 명곡2           | 2011년 10월 8일                                                 | 토요일 11:35 ~ 12:40 (65분)      |           |
| KBS 2TV   | 불후의 명곡2           | 2011년 11월 12일 ~ 12월 10일, 12월 31일                         | 매주 토요일 11:05 ~ 12:15 (70분) |           |
| KBS 2TV   | 불후의 명곡2           | 2012년 3월 9일, 3월 16일                                        | 금요일 11:50 ~ 13:30 (100분)     |           |
| KBS 2TV   | 불후의 명곡2           | 2012년 3월 21일                                                 | 수요일 14:00 ~ 15:30 (90분)      |           |

## 역대 방영 코너

### 1부 코너 프로그램

#### 시크릿
(2011. 06. 04 ~ 2011. 11. 05)

#### 가족의 탄생
(2011. 11. 12 ~ 2012. 03. 31)

### 2부 코너 프로그램

#### 불후의 명곡 - 전설을 노래하다
(2011. 06. 04 ~ 2012. 03. 31 / 2012. 04. 07 프로그램 독립)

## 타이틀 변천사
| 기수 | 타이틀                 | 방송 기간                           |
| ---- | ---------------------- | ----------------------------------- |
| 1기  | 쇼 토요특급            | 1990년 6월 16일 ~ 1991년 5월 18일   |
| 2기  | 토요 대행진            | 1991년 5월 25일 ~ 1992년 10월 3일   |
| 3기  | 전원집합 토요대행진    | 1992년 10월 10일 ~ 1993년 10월 16일 |
| 4기  | 토요일 7시가 좋다      | 1994년 10월 15일 ~ 1995년 4월 29일  |
| 5기  | 출발 토요대행진        | 1995년 5월 6일 ~ 1996년 3월 2일     |
| 6기  | 토요일 전원출발        | 1996년 3월 9일 ~ 1998년 2월 14일    |
| 7기  | 자유선언 오늘은 토요일 | 1998년 10월 17일 ~ 2001년 4월 28일  |
| 8기  | 쇼 여러분의 토요일     | 2001년 5월 5일 ~ 2001년 11월 3일    |
| 9기  | 자유선언 토요대작전    | 2001년 11월 10일 ~ 2003년 11월 1일  |
| 10기 | 천하무적 토요일        | 2009년 4월 25일 ~ 2010년 12월 25일  |
| 11기 | 자유선언 토요일        | 2011년 6월 4일 ~ 2012년 3월 31일    |